# 海內爾
50°34′47″N 10°43′13″E / 50.57959°N 10.7203499°E
海內爾（德語：C. G. Haenel）是一家位於德國圖林根邦蘇爾的武器生產商。成立於1840年，並生產了世上首款突擊步槍——StG 44，在1945年因盟軍進入蘇爾並下達武器生產禁令而中止運作，後來工廠被改組成「恩斯特·台爾曼車輛與狩獵武器廠（德語：VEB Fahrzeug- und Jagdwaffenwerk „Ernst Thälmann“）」的一部分。海內爾在2008年以較小規模重新成立，並為阿拉伯聯合大公國獰貓國際的子公司。

## 歷史

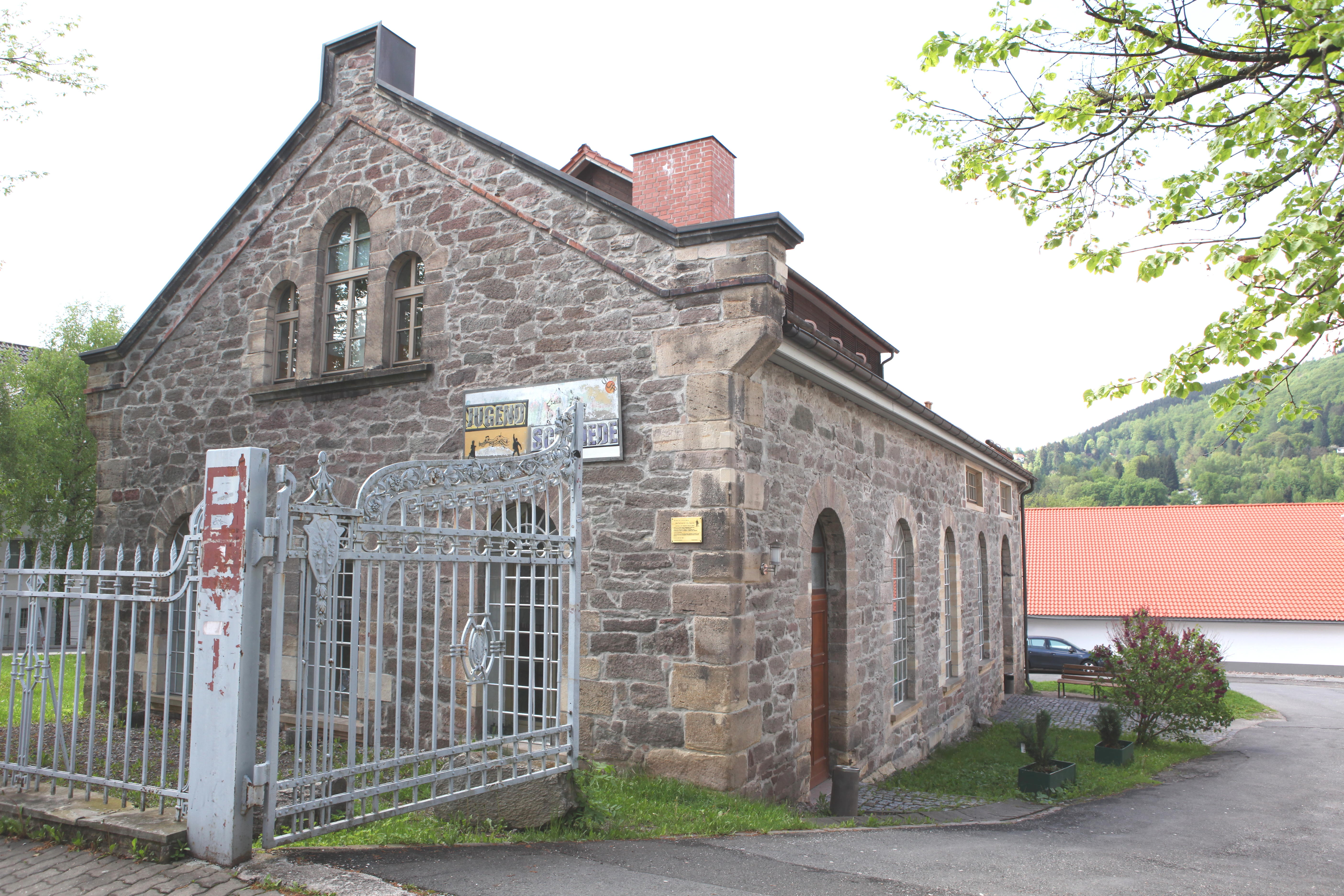
海內爾最初的工坊

來自普魯士的Carl Gottlieb Haenel在1840年開始生產自行車與槍械。1879年，德意志帝國陸軍推出M1879手槍及較小的M1883手槍，海內爾身為蘇爾財團（德語：Suhl Konsortium）的一份子亦被許可生產。由蘇爾財團生產的手槍會標上「VCS CGH Suhl」，分別為蘇爾財團中V. Ch. Schilling及海內爾的首字母縮略，以及產地蘇爾。1887年，來自蘇爾的C. W. Aydt加入公司以生產Aydt目標步槍及Aydt目標手槍。在一戰期間，海內爾為帝國陸軍生產了大量毛瑟M1898步槍。

### 1920-1934
當伯格曼將施邁瑟設計授權外國後，雨果·施邁瑟在1919年脫離伯格曼，並與其兄弟漢斯·施邁瑟在蘇爾一同成立了「奧哈默科赫工業及公司（德語：Industriewerk Auhammer Koch und Co.）」，並與海內爾聯繫，開始長達20年的合作關係。
1921年，海內爾開始生產雨果·施邁瑟設計的口袋手槍。儘管被《凡爾賽條約》禁止，海內爾仍開始研發基於施邁瑟設計的衝鋒槍。雨果·施邁瑟利用從人稱「自動卡賓槍之父」的父親路易斯·施邁瑟獲得的經驗和技術進行研發。
1922年夏，雨果·施邁瑟及漢斯·施邁瑟以「施邁瑟兄弟」名義成立了新公司以防奧哈默破產後失去設計專利。1925年春，施邁瑟兄弟以授權簽字人身份進入海內爾，海內爾亦接收了奧哈默的設施和財產。

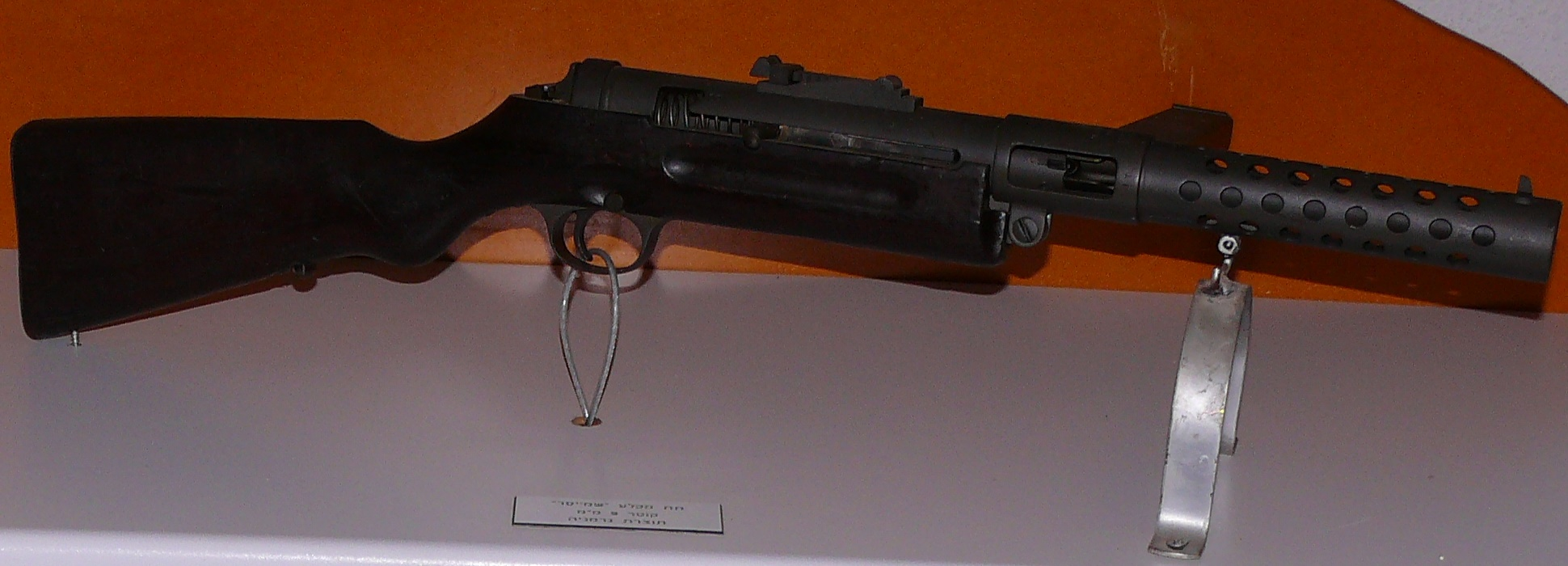
MP 28衝鋒槍

1928年，海內爾推出基於MP 18的MP 28衝鋒槍。並透過比利時的Bayard將MP 28出口到如南非、西班牙、中國、日本等國家。
海內爾在1929-1934年間曾多次破產。

### 1935-1944
為了分享來自新上臺納粹德國政府的訂單，海內爾與另外十家位於蘇爾及采拉-梅利斯的工廠成立了「蘇爾-采拉-梅利斯聯合武器工廠（德語：Vereinigte Suhl-Zella-Mehlisser Waffenfabriken）」。聯合武器工廠與德意志國防軍有直接聯繫，各工廠亦在柏林設有辦公室。由海內爾生產的武器會被標上(fxo)驗收標。
1935年，在二戰醞釀期間，訂單數目大增。

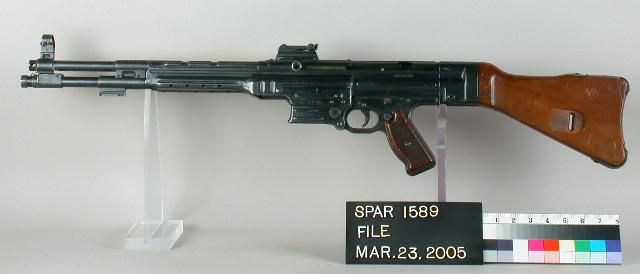
Mkb 42(H)自動卡賓槍

二戰期間，旨在研發使用中間型威力槍彈7.92×33mm短彈的槍械的「1942年型自動卡賓槍」合約頒給了海內爾及華瑟。兩家公司在1940年試製成功。海內爾研發了原型槍「MKb 42(H)（海內爾1942年型自動卡賓槍）」，華瑟則研發了原型槍「MKb 42(W)（華瑟1942年型自動卡賓槍）」。兩把武器在1940年12月先被庫默斯多夫的武器辦公室測試，再在1942年投入到東方戰線。最終MKb 42(H)被認為優於MKb 42(W)而被採用。
從1942年11月至1943年7月共生產了11,853把MKb 42(H)。後為迴避希特勒的干擾，以及經試驗後修改為華瑟所採用的閉膛擊錘擊發系統，改稱為MP 43／44衝鋒槍。1944年12月希特勒認可此步槍的定位並親自定名為「StG 44（1944年型突擊步槍）」:13-14, 26-29。StG 44至二戰結束共生產425,977把:55，是世界上第一把大規模裝備的突擊步槍。

### 1945
1945年4月3日，以美軍為首的盟軍佔領蘇爾，並下達了所有武器廠禁止生產的命令。當美軍退場後，蘇爾改為被蘇聯佔領。大約50把StG 44被送回蘇聯分析，另外10,785張武器藍圖作為戰爭賠款被送回蘇聯。

### 東德時期

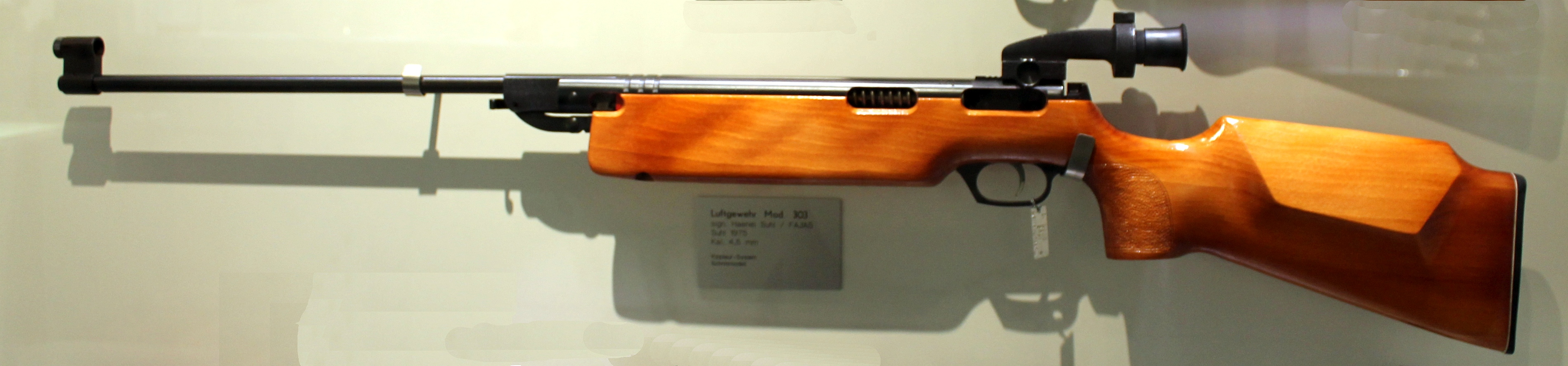
海內爾303-8 Super競賽氣槍，303系列在1991年更名為海內爾520，進入1992年時再更名為海內爾110

海內爾在東德時期成為「恩斯特·台爾曼車輛與狩獵武器廠（德語：VEB Fahrzeug- und Jagdwaffenwerk „Ernst Thälmann“）」的一部分，武器生產在1940年代末重啟。海內爾在戰後以「海內爾蘇爾（德語：Haenel Suhl）」為品牌推出氣槍及狩獵卡賓槍。

### 2000年代
2008年，海內爾以舊名重新成立，母公司為Merkel，再往上母公司為獰貓國際。重新成立後，海內爾首款推出的產品為7.62 NATO/.308 Win口徑的RS 8狙擊步槍，並在2009年推出RS 8的放大版——.338 LM口徑的RS 9狙擊步槍。同年，海內爾推出了Jaeger 8系列上下並排式雙管中折狩獵步槍，接著為Jaeger 9單發狩獵步槍、Jaeger 10栓動狩獵步槍、SLB 2000+半自動運動步槍及Jaeger 11散彈槍。
2016年2月，海內爾的RS 9狙擊步槍被德國聯邦國防軍採用為中程狙擊步槍，並命名為G29（29型步槍，Gewehr 29）。同年11月，漢堡警察採用CR 223為反恐裝備中的突擊步槍。但該批CR 223因卡彈問題而被停用。海內爾指問題為合約中指步槍將使用全金屬包覆彈（FMJ），但漢堡警察實際使用了中空彈（HP）而引致卡彈，海內爾表示願意為漢堡警察修改步槍以讓其可以可靠運作。
2018年，海內爾擁有9名員工，並有7,150,000歐元的年營業額。
海內爾使用MK 556突擊步槍參加了德國聯邦國防軍的聯邦國防軍突擊步槍系統，並在2020年9月14日勝出。海內爾將以1.52億歐元（含19%增值稅）的價格向國防軍供應120,000把步槍取代G36。2020年10月9日，德國聯邦國防部宣佈由於MK 556侵犯黑克勒-科赫專利權及非法書面協議問題而撤回合約。

## 產品

### 1840-1945
- 海內爾施邁瑟1型／2型口袋手槍（英语：Haenel Schmeisser）
- MP 28
- MP 41
- Mkb 42(H)（MP 43／MP 44／StG 44）

### 東德時期
- 海內爾303（德语：Haenel 303）
- 海內爾312
- 海內爾III-284

### 2008-
| - Jaeger 8 - Jaeger 9 - Jaeger 10 - SLB 2000+ - Jaeger 11 - RS 8 - RS 9（G29） | - CR 223 - CR 300 - CR 308 - CR 6,5 - MK 556 |

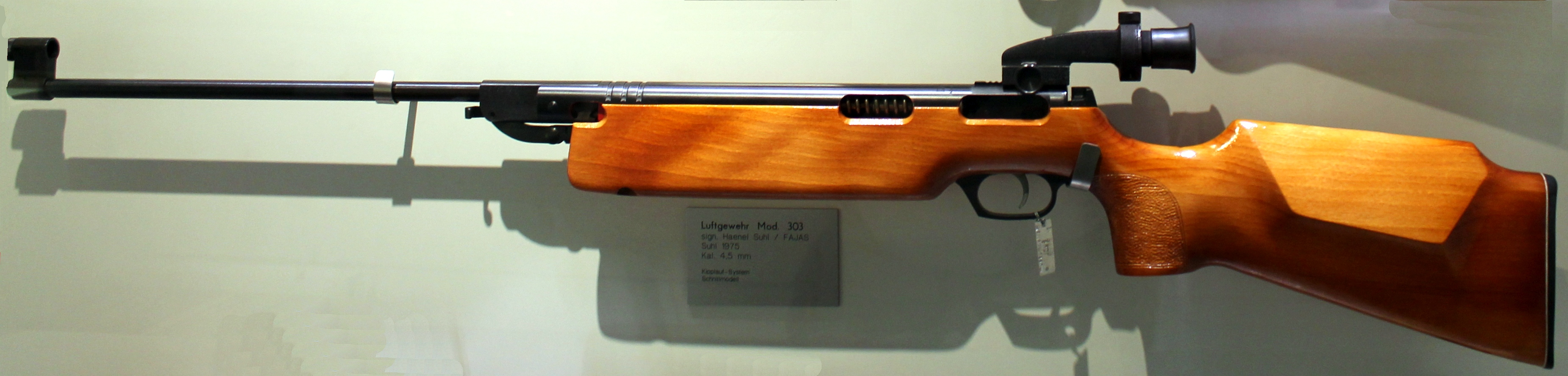
海內爾303氣槍
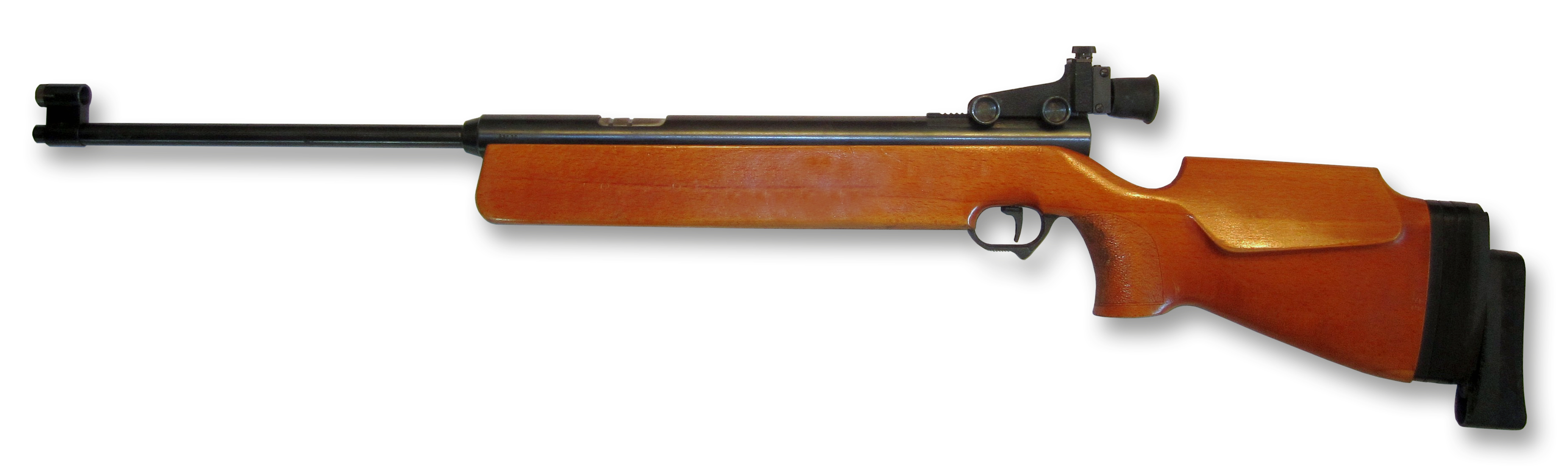
海內爾312氣槍
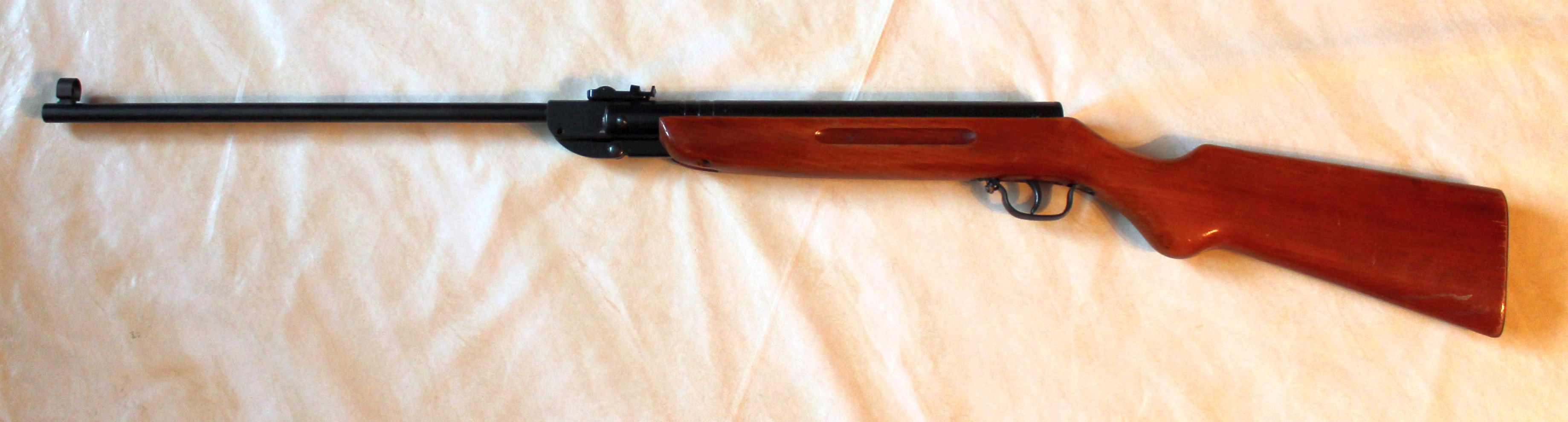
海內爾III-284氣槍
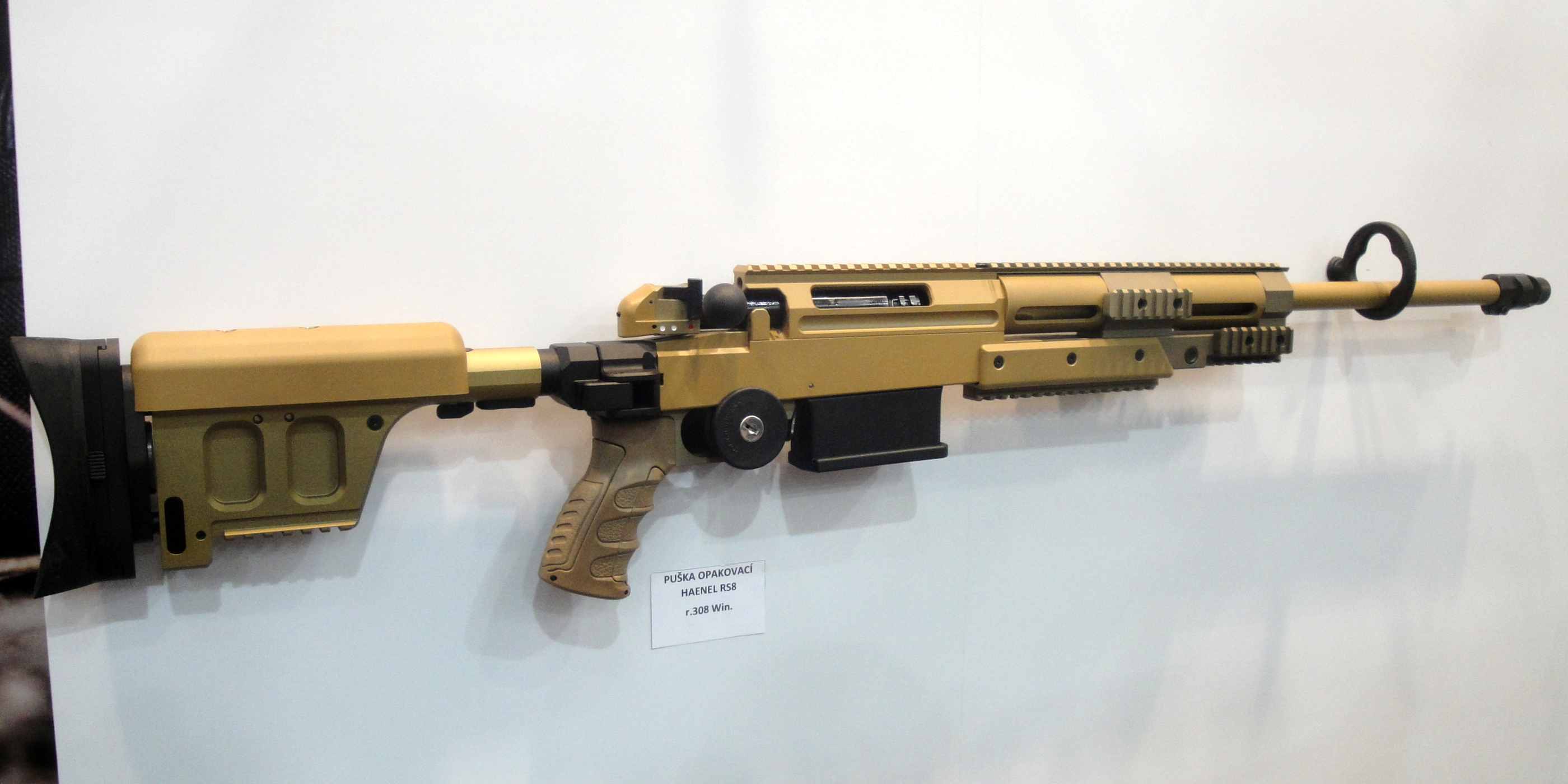
RS 8狙擊步槍
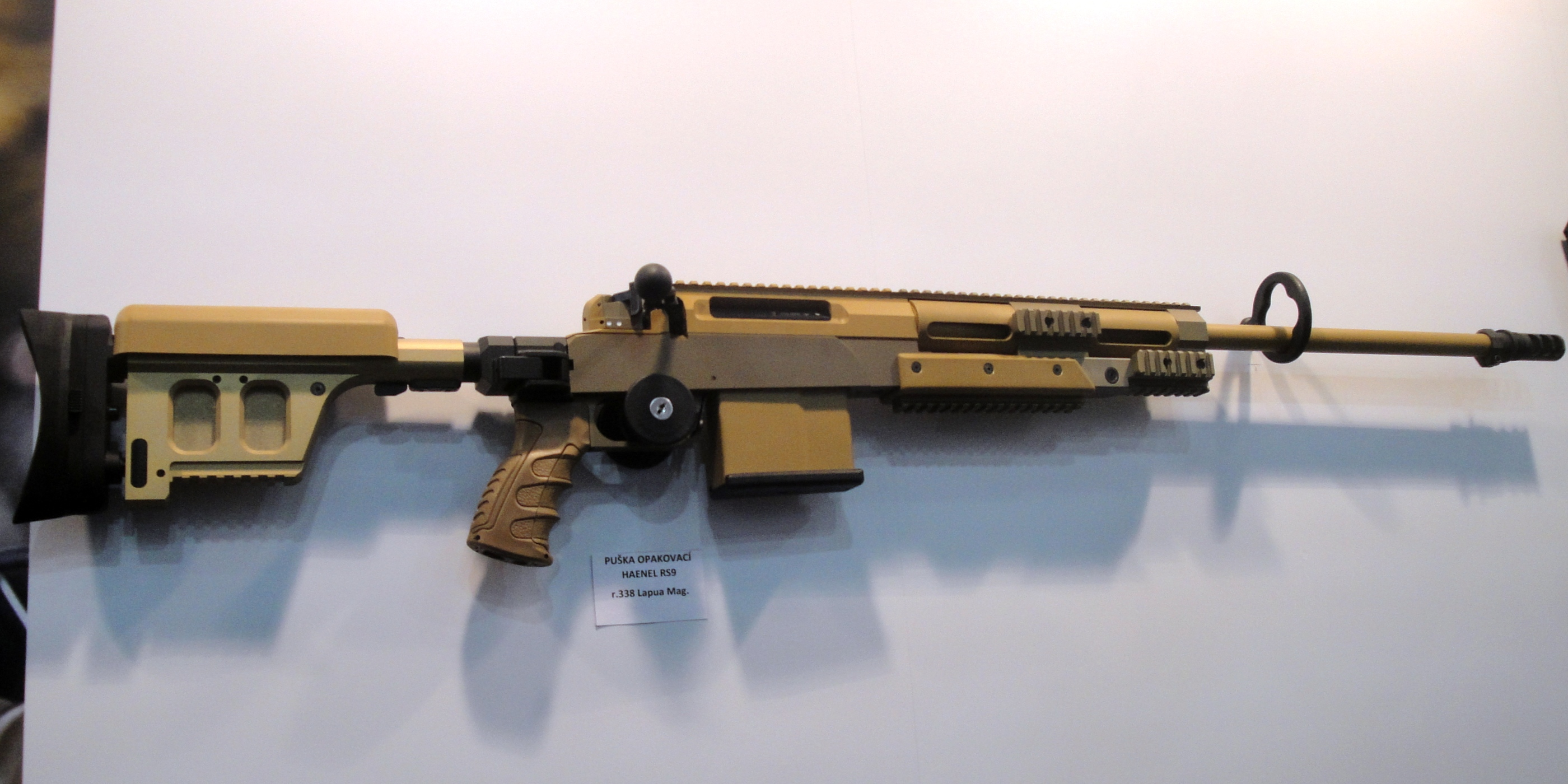
RS 9狙擊步槍
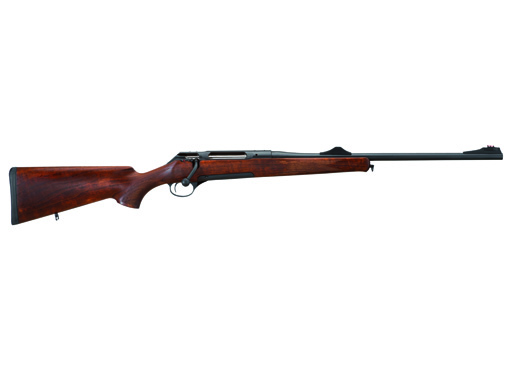
Jaeger 10栓動狩獵步槍
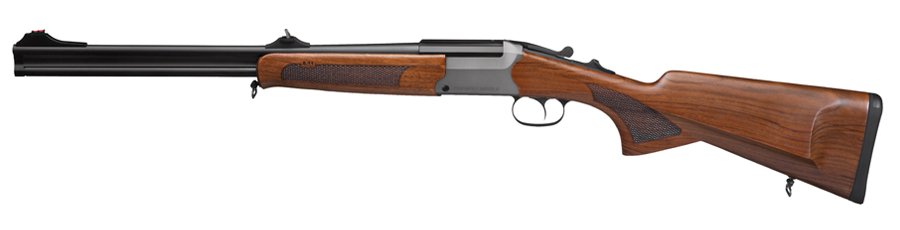
Jaeger 11上下並排式雙管中折散彈槍
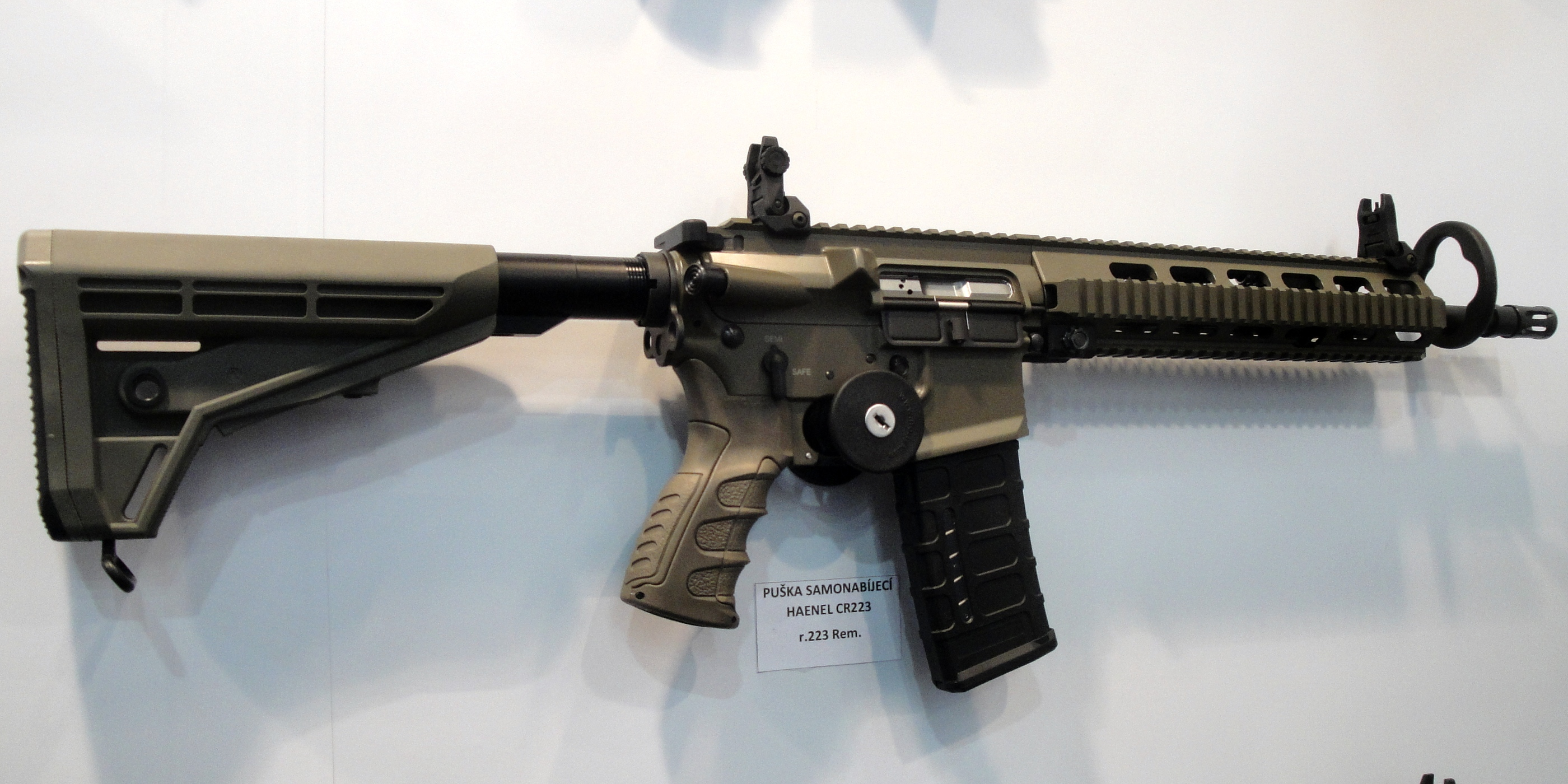
CR 223半自動步槍